# Championnat d'Amérique du Sud masculin de volley-ball 2003
Navigation
Édition précédente Édition suivante
Le 25e championnat d'Amérique du Sud de volley-ball masculin s'est déroulé du 2 juin 2003 au 6 juin 2003 à Rio de Janeiro, Brésil. Il a mis aux prises les cinq meilleures équipes continentales.

## Équipes présentes
- Argentine
- Brésil
- Chili
- Paraguay
- Venezuela

## Classement final
| Place              | Équipe    |
| ------------------ | --------- |
| Médaille d'or      | Brésil    |
| Médaille d'argent  | Venezuela |
| Médaille de bronze | Argentine |
| 4                  | Chili     |
| 5                  | Paraguay  |